# Кад Марина Абрамовић умире: биографија
Кад Марина Абрамовић умире: биографија (енгл. When Marina Abramović Dies) је књига аутора Џејмса Весткота (енгл. James Westcott), објављена 2010. године. Српско издање објавиле су заједно издавачка кућа "Плави јахач", "Нови магазин" и Народна библиотека Србије из Београда 2013. године у преводу Весне Рогановић и Драшка Рогановића.

## О аутору
Џејмс Весткот (1979) је је писац и уредник који живи у Ротердаму.

## О књизи
Књига „Кад умре Марина Абрамовић“ је опсежна биографија светске звезде перформанса Марине Абрамович којом испитује њен рад који пркоси животу и смрти. Ова интимна, критичка биографија бележи Абрамовићеве формативне и до сада недокументоване године у Југославији. Ту је и прича о њеном партнерству са немачким уметником Улајем – једном од великих примера фузије уметничког и приватног живота у двадесетом веку.
Књига почиње тестаментом у коме је уметница осмислила необичан перформанс након своје смрти. Три ковчега, али се не зна се у коме је њено тело, три сахране у три града у којима је најдуже живела: Њујорк, Амстердам, Београд. Пријатељи и поштоваоци не носе црнину на сахрани, а ту је и велика торта са њеним ликом од марципана која се послужује на сахрани.
У једном од многих дуготрајних наступа у соло каријери, у њујоршкој галерији живела је дванаест дана без хране и говора, храњена само продуженим контактом очима са члановима публике. Аутор књиге Џејмс Весткот ју је ту 2002. године, први пут срео, чиме је започела изузетно блиска веза између биографа и субјекта. Књига „Када умре Марина Абрамовић“ ослања се на Вескотова лична запажања о Абрамовићевој, његов невиђени приступ њеној архиви и стотине сати интервјуа које је водио са уметницом и њеним најближим сарадницима. Резултат је јединствен и живописан портрет харизматичне самопроглашене „баке перформанс уметности.“ 
Током четворогодишњег истраживања Вескот прати три најважнија периода у животу Марине Абрамовић. Први период у раду и животу Марине Абрамовић је београдски период када је 1975. у СКЦ-у започела своју уметничку и животну авантуру перформансом Ритам 5, пламтећа звезда. Други период је период њеног аскетског живота у Амстердаму и рад са познатим немачким уметником и њеним животним сапутником Улајем и њихов растанак након перформанса Љубавници, ходање по кинеском зиду (1988). Трећи период представља њен живот звезде у Њујорку од 2005. године који прате познати перформанси, позоришна представа са Бобом Вилсоном итд.